# Jan z Wysokiej
Jan z Wysokiej (zm. 1 maja 1504) – prawnik, profesor i rektor Akademii Krakowskiej.

## Życiorys
Pochodził z Wysokiej, miejscowości, której lokalizację dzisiaj trudno ustalić (prawdopodobnie okolice Dębicy). Na studia w Akademii Krakowskiej zapisał się w 1463, w 1465 został bakałarzem, a w 1470 został magistrem. Pomiędzy rokiem 1471 a 1473 przyjął święcenia kapłańskie i wyjechał w połowie 1474 na studia prawnicze na Uniwersytet w Bolonii. 15 maja 1475 został doktorem nauk prawnych, nostryfikacja dyplomu na Akademii Krakowskiej nastąpiła 10 lutego 1478 – Jan z Wysokiej został przyjęty w skład Kolegium Prawniczego zostając profesorem Wydziału Prawa. W latach 1485 i 1495 pełnił funkcje dziekana Wydziału Prawa, w latach 1497–1498 był rektorem uczelni. W 1482 został proboszczem w Koprzywnicy. 12 września 1488 po śmierci Macieja z Kościana uczelnia powierzyła mu probostwo kościoła św. Anny w Krakowie, był także rektorem kościoła św. Mateusza w Biesiadkach koło Czchowa. W 1488 został egzekutorem testamentu Macieja z Kościana.